# ウダラン県
ウダラン県(フランス語：Oudalan)はブルキナファソのサヘル地方の県。
県都はゴロム・ゴロム。
2006年の人口は約19.7万人。

## 行政区画

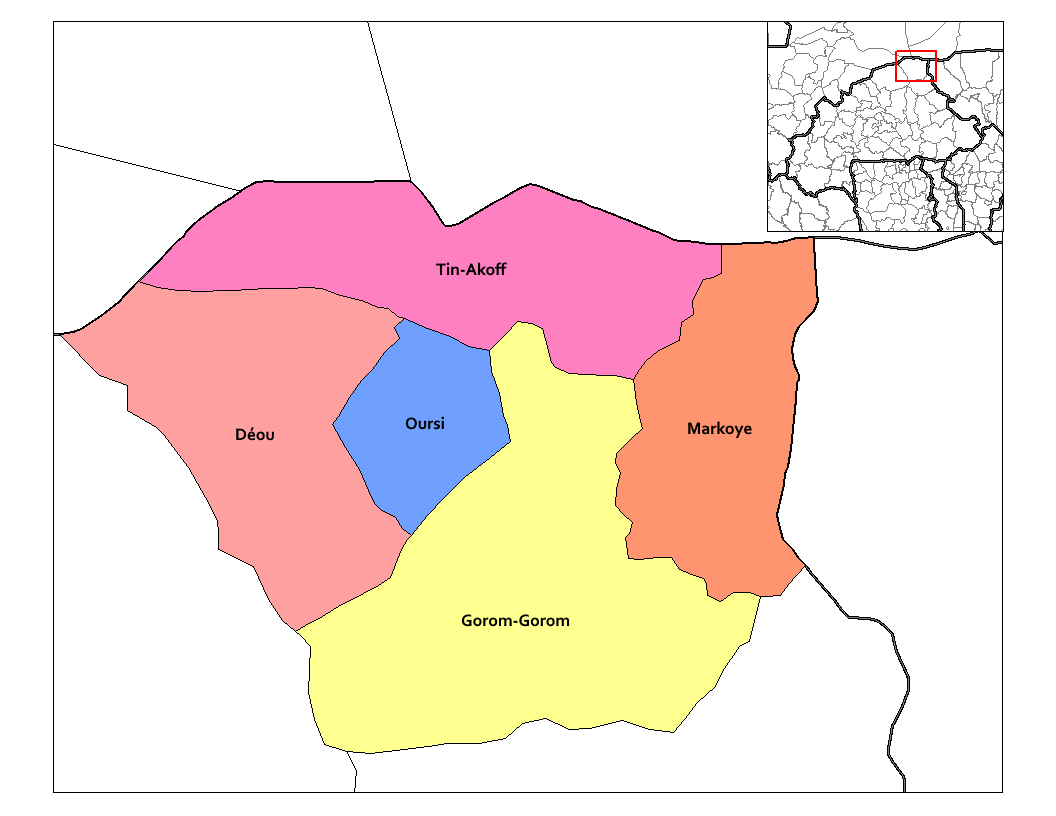
ウダラン県の郡

| 郡               | 郡都           | 2006年の人口 |
| ---------------- | -------------- | ------------ |
| デウー郡         | デウー         | 25,745       |
| ゴロム・ゴロム郡 | ゴロム・ゴロム | 104,587      |
| マルコワ郡       | マルコワ       | 29,988       |
| オアシー郡       | オアシー       | 16,093       |
| ティン・アコフ郡 | ティン・アコフ | 20,827       |

## 地理
- 北：マリ
- 東：ニジェール
- 南：セノ県
- 西：スム県